# NGC 279
NGC 279 ist eine Linsenförmige Galaxie vom Hubble-Typ S0/a im Sternbild Walfisch südlich der Ekliptik. Sie ist schätzungsweise 176 Millionen Lichtjahre von der Milchstraße entfernt und hat einen Durchmesser von etwa 80.000 Lichtjahren. Gemeinsam mit sechs weiteren Galaxien bildet sie dei NGC 271-Gruppe (LGG 13).

Im selben Himmelsareal befindet sich die Galaxie NGC 271.
Das Objekt wurde am  1. Oktober 1785 von dem deutsch-britischen Astronomen Wilhelm Herschel entdeckt.